# ولورین ورلد واید
ولورین ورلد واید (انگلیسی: Wolverine World Wide) شرکت پوشاک آمریکایی است، که در سال ۱۸۸۳ تأسیس شد.